# 东胜乡 (北安市)
东胜乡，是中华人民共和国黑龙江省黑河市北安市下辖的一个乡镇级行政单位。

## 行政区划
东胜乡下辖以下地区：
东胜村、东利村、东和村、东民村和东北村。